# Tepuibasis
Tepuibasis – rodzaj ważek z rodziny łątkowatych (Coenagrionidae).

## Podział systematyczny
Do rodzaju należą następujące gatunki:
- Tepuibasis chimantai (De Marmels, 1988)
- Tepuibasis demarmelsi (Machado & Lencioni, 2011)
- Tepuibasis fulva (Needham, 1933)
- Tepuibasis garciana De Marmels, 2007
- Tepuibasis garrisoni (Stand-Pérez & Pérez-Gutiérrez, 2020)
- Tepuibasis neblinae (De Marmels, 1989)
- Tepuibasis nigra De Marmels, 2007
- Tepuibasis rubicunda De Marmels, 2007
- Tepuibasis thea De Marmels, 2007